# 中山市華僑中學
中山市华侨中学位于广东省中山市，学校占地310余亩，目前共有八千多名师生员工，設高中部和初中部两个校区，是中山市办学规模最大的完全中学。另外，該学校以“侨校+名校”发展战略，目標是稱為国际知名的华侨中学。

## 历史概括
- 1954年9月，由檀香山归侨陈茂垣先生首倡建校。

- 1979年12月，香港实业家蔡继有先生牵头鼎力复校。（文革期间暂停）

- 2007年11月，现任全国政协常委、香港中华总商会永远会长、粤港澳大湾区企业家联盟创会主席、香港新华集团主席蔡冠深博士接任校董会董事长至今。